# Gouvernement Văcăroiu
Roumanie
Stolojan Ciorbea
Le gouvernement Văcăroiu (en roumain : Guvernul Văcăroiu) est le gouvernement de la Roumanie entre le 19 novembre 1992 et le 12 décembre 1996. Il est formé à la suite des élections législatives de 1992.

## Composition

### Initiale (19 novembre 1992)
| Fonction                                         | Titulaire | Titulaire             | Parti     |
| ------------------------------------------------ | --------- | --------------------- | --------- |
| Premier ministre                                 |           | Nicolae Văcăroiu      | FDSN/PSDR |
| Ministre d'État                                  |           | Mișu Negrițoiu        | FDSN/PSDR |
| Ministre d'État Ministre du Travail              |           | Dan Mircea Popescu    | FDSN/PSDR |
| Ministre d'État Ministre des Affaires étrangères |           | Teodor Meleșcanu      | FDSN/PSDR |
| Ministre d'État Ministre des Finances            |           | Florin Georgescu      | FDSN/PSDR |
| Ministre de la Justice                           |           | Petre Ninosu          | FDSN/PSDR |
| Ministre de la Défense                           |           | Niculae Spiroiu       | Sans      |
| Ministre de la Culture                           |           | Mihai Golu            | FDSN/PSDR |
| Ministre de l'Agriculture                        |           | Ioan Oancea           | FDSN/PSDR |
| Ministre des Travaux publics                     |           | Marin Cristea         | FDSN/PSDR |
| Ministre du Commerce                             |           | Constantin Teculescu  | FDSN/PSDR |
| Ministre de l'Intérieur                          |           | George Ioan Dănescu   | FDSN/PSDR |
| Ministre de l'Éducation                          |           | Liviu Maior           | FDSN/PSDR |
| Ministre de l'Environnement                      |           | Aurel Constantin Ilie | FDSN/PSDR |
| Ministre des Transports                          |           | Paul Teodoru          | FDSN/PSDR |
| Ministre de la Santé                             |           | Iulian Mincu          | FDSN/PSDR |
| Ministre des Communications                      |           | Andrei Chirică        | FDSN/PSDR |
| Ministre des Communications                      |           | Andrian Turicu        | PUNR      |
| Ministre des Communications                      |           | Mircea Coșea          | FDSN/PSDR |
| Ministre des Industries                          |           | Dumitru Popescu       | FDSN/PSDR |
| Ministre du Tourisme                             |           | Matei-Agathon Dan     | FDSN/PSDR |
| Ministre de la Recherche et des Technologies     |           | Doru Dumitru Palade   | FDSN/PSDR |
| Ministre de la Jeunesse et des Sports            |           | Gheorghe Angelescu    | FDSN/PSDR |
| Ministre pour les Relations avec le Parlement    |           | Valer Dorneanu        | FDSN/PSDR |

### Remaniement du 28 août 1993
| Fonction                                         | Titulaire | Titulaire                              | Parti |
| ------------------------------------------------ | --------- | -------------------------------------- | ----- |
| Premier ministre                                 |           | Nicolae Văcăroiu                       | PSDR  |
| Ministre d'État                                  |           | Mircea Coșea                           | PSDR  |
| Ministre d'État Ministre du Travail              |           | Dan Mircea Popescu                     | PSDR  |
| Ministre d'État Ministre des Affaires étrangères |           | Teodor Meleșcanu                       | PSDR  |
| Ministre d'État Ministre des Finances            |           | Florin Georgescu                       | PSDR  |
| Ministre de la Justice                           |           | Petre Ninosu                           | PSDR  |
| Ministre de la Défense                           |           | Niculae Spiroiu                        | Sans  |
| Ministre de la Culture                           |           | Petre Sălcudeanu (jusqu'au 05/11/1993) | PSDR  |
| Ministre de la Culture                           |           | Marin Sorescu                          | Sans  |
| Ministre de l'Agriculture                        |           | Ioan Oancea                            | PSDR  |
| Ministre des Travaux publics                     |           | Marin Cristea                          | PSDR  |
| Ministre du Commerce                             |           | Cristian Ionescu                       | PSDR  |
| Ministre de l'Intérieur                          |           | George Ioan Dănescu                    | PSDR  |
| Ministre de l'Éducation                          |           | Liviu Maior                            | PSDR  |
| Ministre de l'Environnement                      |           | Aurel Constantin Ilie                  | PSDR  |
| Ministre des Transports                          |           | Paul Teodoru                           | PSDR  |
| Ministre de la Santé                             |           | Iulian Mincu                           | PSDR  |
| Ministre des Communications                      |           | Andrei Chirică                         | PSDR  |
| Ministre des Industries                          |           | Dumitru Popescu                        | PSDR  |
| Ministre du Tourisme                             |           | Matei-Agathon Dan                      | PSDR  |
| Ministre de la Recherche et des Technologies     |           | Doru Dumitru Palade                    | PSDR  |
| Ministre de la Jeunesse et des Sports            |           | Alexandru Mironov                      | PSDR  |
| Ministre pour les Relations avec le Parlement    |           | Valer Dorneanu                         | PSDR  |

### Remaniement du 6 mars 1994
| Fonction                                         | Titulaire | Titulaire                                                                                  | Parti |
| ------------------------------------------------ | --------- | ------------------------------------------------------------------------------------------ | ----- |
| Premier ministre                                 |           | Nicolae Văcăroiu                                                                           | PSDR  |
| Ministre d'État                                  |           | Mircea Coșea                                                                               | PSDR  |
| Ministre d'État Ministre du Travail              |           | Dan Mircea Popescu                                                                         | PSDR  |
| Ministre d'État Ministre des Affaires étrangères |           | Teodor Meleșcanu                                                                           | PSDR  |
| Ministre d'État Ministre des Finances            |           | Florin Georgescu                                                                           | PSDR  |
| Ministre de la Justice                           |           | Gavril Iosif Chiuzbaian                                                                    | PUNR  |
| Ministre de la Défense                           |           | Gheorghe Tinca                                                                             | PSDR  |
| Ministre de la Culture                           |           | Marin Sorescu (jusqu'au 05/05/1995)                                                        | Sans  |
| Ministre de la Culture                           |           | Viorel Mărgineanu                                                                          | PSDR  |
| Ministre de l'Agriculture                        |           | Ioan Oancea (jusqu'au 18/08/1994)                                                          | PSDR  |
| Ministre de l'Agriculture                        |           | Valeriu Tabără                                                                             | PUNR  |
| Ministre des Travaux publics                     |           | Marin Cristea                                                                              | PSDR  |
| Ministre du Commerce                             |           | Cristian Ionescu (jusqu'au 04/05/1995) Petru Crișan (jusqu'au 19/01/1996) Dan Ioan Popescu | PSDR  |
| Ministre de l'Intérieur                          |           | Doru Ioan Tărăcilă                                                                         | PSDR  |
| Ministre de l'Éducation                          |           | Liviu Maior                                                                                | PSDR  |
| Ministre de l'Environnement                      |           | Aurel Constantin Ilie                                                                      | PSDR  |
| Ministre des Transports                          |           | Aurel Novac                                                                                | PUNR  |
| Ministre de la Santé                             |           | Iulian Mincu (jusqu'au 23/08/1996)                                                         | PSDR  |
| Ministre des Communications                      |           | Andrei Chirică (jusqu'au 18/08/1994)                                                       | PSDR  |
| Ministre des Communications                      |           | Andrian Turicu                                                                             | PUNR  |
| Ministre des Communications                      |           | Mircea Coșea (jusqu'au 06/03/1996)                                                         | PSDR  |
| Ministre des Industries                          |           | Dumitru Popescu (jusqu'au 20/01/1996) Alexandru Stănescu                                   | PSDR  |
| Ministre du Tourisme                             |           | Matei-Agathon Dan                                                                          | PSDR  |
| Ministre de la Recherche et des Technologies     |           | Doru Dumitru Palade                                                                        | PSDR  |
| Ministre de la Jeunesse et des Sports            |           | Alexandru Mironov                                                                          | PSDR  |
| Ministre pour les Relations avec le Parlement    |           | Valer Dorneanu (jusqu'au 20/10/1995) Petre Ninosu                                          | PSDR  |

### Remaniement du 23 août 1996
| Fonction                                         | Titulaire | Titulaire               | Parti |
| ------------------------------------------------ | --------- | ----------------------- | ----- |
| Premier ministre                                 |           | Nicolae Văcăroiu        | PSDR  |
| Ministre d'État                                  |           | Mircea Coșea            | PSDR  |
| Ministre d'État Ministre du Travail              |           | Dan Mircea Popescu      | PSDR  |
| Ministre d'État Ministre des Affaires étrangères |           | Teodor Meleșcanu        | PSDR  |
| Ministre d'État Ministre des Finances            |           | Florin Georgescu        | PSDR  |
| Ministre de la Justice                           |           | Gavril Iosif Chiuzbaian | PUNR  |
| Ministre de la Justice                           |           | Ion Predescu            | PSDR  |
| Ministre de la Défense                           |           | Gheorghe Tinca          | PSDR  |
| Ministre de la Culture                           |           | Grigore Zanc            | PSDR  |
| Ministre de l'Agriculture                        |           | Valeriu Tabără          | PUNR  |
| Ministre des Travaux publics                     |           | Marin Cristea           | PSDR  |
| Ministre du Commerce                             |           | Dan Ioan Popescu        | PSDR  |
| Ministre de l'Intérieur                          |           | Doru Ioan Tărăcilă      | PSDR  |
| Ministre de l'Éducation                          |           | Liviu Maior             | PSDR  |
| Ministre de l'Environnement                      |           | Aurel Constantin Ilie   | PSDR  |
| Ministre des Transports                          |           | Aurel Novac             | PUNR  |
| Ministre de la Santé                             |           | Daniela Bartoș          | PSDR  |
| Ministre des Communications                      |           | Ovidiu Ioan Muntean     | PSDR  |
| Ministre des Industries                          |           | Alexandru Stănescu      | PSDR  |
| Ministre du Tourisme                             |           | Matei-Agathon Dan       | PSDR  |
| Ministre de la Recherche et des Technologies     |           | Doru Dumitru Palade     | PSDR  |
| Ministre de la Jeunesse et des Sports            |           | Alexandru Mironov       | PSDR  |
| Ministre pour les Relations avec le Parlement    |           | Petre Ninosu            | PSDR  |

### Remaniement du 3 septembre 1996
| Fonction                                         | Titulaire | Titulaire             | Parti |
| ------------------------------------------------ | --------- | --------------------- | ----- |
| Premier ministre                                 |           | Nicolae Văcăroiu      | PSDR  |
| Ministre d'État                                  |           | Mircea Coșea          | PSDR  |
| Ministre d'État Ministre du Travail              |           | Dan Mircea Popescu    | PSDR  |
| Ministre d'État Ministre des Affaires étrangères |           | Teodor Meleșcanu      | PSDR  |
| Ministre d'État Ministre des Finances            |           | Florin Georgescu      | PSDR  |
| Ministre de la Justice                           |           | Ion Predescu          | PSDR  |
| Ministre de la Justice                           |           | Ion Predescu          | PSDR  |
| Ministre de la Défense                           |           | Gheorghe Tinca        | PSDR  |
| Ministre de la Culture                           |           | Grigore Zanc          | PSDR  |
| Ministre de l'Agriculture                        |           | Alexandru Lăpușan     | PSDR  |
| Ministre des Travaux publics                     |           | Marin Cristea         | PSDR  |
| Ministre du Commerce                             |           | Dan Ioan Popescu      | PSDR  |
| Ministre de l'Intérieur                          |           | Doru Ioan Tărăcilă    | PSDR  |
| Ministre de l'Éducation                          |           | Liviu Maior           | PSDR  |
| Ministre de l'Environnement                      |           | Aurel Constantin Ilie | PSDR  |
| Ministre des Transports                          |           | Aurel Novac           | PUNR  |
| Ministre de la Santé                             |           | Daniela Bartoș        | PSDR  |
| Ministre des Communications                      |           | Virgil Popescu        | PSDR  |
| Ministre des Industries                          |           | Alexandru Stănescu    | PSDR  |
| Ministre du Tourisme                             |           | Matei-Agathon Dan     | PSDR  |
| Ministre de la Recherche et des Technologies     |           | Doru Dumitru Palade   | PSDR  |
| Ministre de la Jeunesse et des Sports            |           | Alexandru Mironov     | PSDR  |
| Ministre pour les Relations avec le Parlement    |           | Petre Ninosu          | PSDR  |